# Ilja Moeromets (film)
Ilja Moeromets (Russisch: Илья Муромец; in Amerika ook uitgebracht onder de titels The Sword and the Dragon en The Epic Hero and the Beast) is een Sovjet-film uit 1956. De film werd geregisseerd door Aleksandr Ptoesjko, die bekendstond om zijn fantasyfilms. Het verhaal is gebaseerd op de verhalen over Ilja Moeromets uit de bylina.

## Verhaal
Het Kievse Rijk wordt geteisterd door de Toegaren, Aziatische barbaren die het land plunderen samen met hun driekoppige draak. Een man die door de Toegaren wordt gevangen, belooft zich bij hen aan te sluiten als ze zijn leven sparen. Hij kan dan dienen als dubbelspion. Ondertussen geeft de oude ridder Svjatogor zijn zwaard aan een paar reizigers, zodat zij deze kunnen doorgeven aan een nieuwe bogatyr. Svjatogor en zijn paard veranderen in een berg wanneer hij sterft.
De reizigers komen langs een huis waar de robuuste maar deels verlamde Ilja Moeromets woont. Ze geven hem een magisch drankje dat zijn verlamming geneest. Vervolgens geven ze hem het zwaard van Svjatogor. Ilja sluit zich bij de reizigers aan, en wordt door hen getraind tot een sterke krijger. Wanneer zijn training is afgerond, verlaat hij de groep om aan zijn eigen reis te beginnen. Onderweg naar de stad Kiev verslaat hij een bergmonster. Wanneer de koning van Kiev het dode beest ziet, maakt hij Ilja lid van zijn bogatyr-genootschap. Dit genootschap telt nog twee andere leden.
De Toegaren sturen een boodschapper naar de stad die de koning een ultimatum stelt: als ze zich vrijwillig overgeven zullen de Toegaren hun leven sparen. Als antwoord vermoordt Ilja de boodschapper. Kort daarna vindt Ilja een vrouw op wie hij meteen verliefd wordt. De twee krijgen samen een kind. De vrouw en Ilja’s zoon worden echter ontvoerd door de Toegaren, die de jongen willen opleiden tot een Toegarkrijger. De dubbelagent laat de koning denken dat Ilja achter de ontvoering zit, en hij wordt enkele jaren opgesloten in de kerker van het kasteel terwijl de Toegaren het land verder terroriseren. Uiteindelijk valt de dubbelagent door de mand en wordt Ilja vrijgelaten. Hij leidt het leger van Kiev in de strijd tegen de Toegaren. Ilja vindt zijn vrouw en bevrijdt haar.
Ilja’s zoon is inmiddels een sterke Toegarkrijger geworden, die door de Toegarleider kan eropuit wordt gestuurd om Ilja te verslaan. Terwijl ze vechten, onthult Ilja zijn zoon wie hij werkelijk is. De twee spannen samen tegen de Toegaren, die wederom de hulp van hun draak inroepen. Ilja verslaat de draak, terwijl het leger van Kiev de Toegaren verslaat. Naderhand krijgt Ilja het koningschap over de stad aangeboden, maar weigert omdat hij bij zijn vrouw wil zijn. In plaats daarvan geeft hij de titel en zijn zwaard door aan zijn zoon.

## Rolverdeling
| Acteur              | Personage         |
| ------------------- | ----------------- |
| Boris Andrejev      | Ilja Moeromets    |
| Sjoekoer Boerchanov | Kalin             |
| Andrej Abrikosov    | prins Vladimir    |
| Natalja Medvedeva   | prinses Apraksia  |
| Jelena Mysjkova     | Vasilisa          |
| Sergej Martinson    | Misjatytsjka      |
| Georgi Djomin       | Doerbar Moeromets |
| Aleksandr Sjvorin   | Sokolnitsjek      |
| Nikolaj Glazkov     | Plentsjisje       |
| Michail Poegovkin   | Razoemets         |
| Sergej Stoljarov    | Popovitsj         |

## Achtergrond
De Amerikaanse versie van de film werd zwaar aangepast door Roger Corman. Veel namen van de personages werden veranderd. De Amerikaanse versie van de film werd bespot in de cultserie Mystery Science Theater 3000 onder de titel The Sword and the Dragon.